# Idioma kadiweu
Kadiwéu es un idioma guaicurú hablado por la gente Kadiweu de Brasil, e históricamente por otros grupos Mbayá. Tiene alrededor de 1.200-1.800 personas en Brasil. Es principalmente un lenguaje sujeto-verbo-objeto.
El nombre Kadiweu tiene variantes como Kaduveo, Caduveo, Kadivéu y Kadiveo. Este idioma se habla cerca de la frontera Brasil-Paraguay en el estado de Mato Grosso do Sul. El pueblo más cercano es Bodoquena, que está a 60 kilómetros de distancia. Según los datos recopilados en 1999 por FUNAI, la población total de Kadiwéu es de 1.014; sin embargo, los datos más recientes recopilados en 2014 muestran que la población aumentó a 1.413 en los últimos dos años, mientras que los datos investigados más recientemente (de 1976) mostraron que había 500 hablantes del idioma. Desafortunadamente, ninguno de los trabajos sobre Kadiweu discutió el nivel de peligro.
En cuanto a la literatura lingüística sobre Kadiweu, los lingüistas Glyn y Cynthia Griffiths publicaron un diccionario Kadiweu-portugués completo en 2002. Glyn Griffiths también tradujo el Antiguo y Nuevo Testamento de la Biblia al Kadiweu. La lingüista Filomena Sandalo, que trabajó con la gente de Kadiweu durante un par de años, ofrece un análisis extenso de los componentes morfológicos del idioma.
Los proyectos que comenzaron a trabajar con Kadiweu se crearon a mediados de la década de 1950. Sin embargo, fueron de corta duración debido a razones inexplicables. Sin embargo, en 1968 los Griffith se asociaron con SIL (Sociedade Internacional de Lingüística), lo que llevó a la documentación del idioma Kadiweu. Su libro "Aspectos da Língua Kadiweu" discutió la formación y estructura gramatical de la lengua. Además, una fuente influyente según Povo Indigenas no Brazil es el relato etnográfico de Kadiwéu del siglo XVIII por F. José Sánchez-Labrador. Estos son solo algunos de los muchos escritos sobre el idioma que descubren el vasto y complejo idioma que es Kadiweu.